# Villers-Franqueux
Villers-Franqueux és un municipi francès, situat al departament del Marne i a la regió del Gran Est. L'any 2007 tenia 299 habitants.

## Demografia

### Població
El 2007 la població de fet de Villers-Franqueux era de 299 persones. Hi havia 96 famílies, de les quals 12 eren unipersonals (12 dones vivint soles i 12 dones vivint soles), 32 parelles sense fills i 52 parelles amb fills.
La població ha evolucionat segons el següent gràfic:
Habitants censats

### Habitatges
El 2007 hi havia 117 habitatges, 105 eren l'habitatge principal de la família, 6 eren segones residències i 6 estaven desocupats. 116 eren cases i 1 era un apartament. Dels 105 habitatges principals, 84 estaven ocupats pels seus propietaris, 14 estaven llogats i ocupats pels llogaters i 7 estaven cedits a títol gratuït; 1 tenia dues cambres, 1 en tenia tres, 20 en tenien quatre i 83 en tenien cinc o més. 85 habitatges disposaven pel capbaix d'una plaça de pàrquing. A 33 habitatges hi havia un automòbil i a 71 n'hi havia dos o més.

### Piràmide de població
La piràmide de població per edats i sexe el 2009 era:
| Homes | Edats   | Dones |
| ----- | ------- | ----- |
| 0     | 95 o +  | 0     |
| 0     | 90 a 94 | 4     |
| 0     | 85 a 89 | 0     |
| 0     | 80 a 84 | 0     |
| 8     | 75 a 79 | 8     |
| 0     | 70 a 74 | 8     |
| 0     | 65 a 69 | 0     |
| 8     | 60 a 64 | 0     |
| 0     | 55 a 59 | 8     |
| 12    | 50 a 54 | 4     |
| 12    | 45 a 49 | 8     |
| 16    | 40 a 44 | 20    |
| 24    | 35 a 39 | 16    |
| 4     | 30 a 34 | 12    |
| 8     | 25 a 29 | 12    |
| 12    | 20 a 24 | 4     |
| 4     | 15 a 19 | 4     |
| 24    | 10 a 14 | 20    |
| 16    | 5 a 9   | 0     |
| 16    | 0 a 4   | 12    |

## Economia
El 2007 la població en edat de treballar era de 205 persones, 151 eren actives i 54 eren inactives. De les 151 persones actives 141 estaven ocupades (79 homes i 62 dones) i 10 estaven aturades (4 homes i 6 dones). De les 54 persones inactives 15 estaven jubilades, 27 estaven estudiant i 12 estaven classificades com a «altres inactius».

### Ingressos
El 2009 a Villers-Franqueux hi havia 109 unitats fiscals que integraven 300 persones, la mediana anual d'ingressos fiscals per persona era de 22.818,5 €.

### Activitats econòmiques
Dels 7 establiments que hi havia el 2007, 1 era d'una empresa de fabricació d'altres productes industrials, 1 d'una empresa de construcció, 1 d'una empresa de transport, 2 d'empreses immobiliàries, 1 d'una empresa de serveis i 1 d'una empresa classificada com a «altres activitats de serveis».
Dels 2 establiments de servei als particulars que hi havia el 2009, 1 era un electricista i 1 perruqueria.
L'any 2000 a Villers-Franqueux hi havia 8 explotacions agrícoles.

## Equipaments sanitaris i escolars
El 2009 hi havia una escola maternal.

## Poblacions més properes
El següent diagrama mostra les poblacions més properes.